# Ascetophantes asceticus
Genre
Espèce
Synonymes
- Lepthyphantes asceticus Tanasevitch, 1987

Ascetophantes asceticus, unique représentant du genre Ascetophantes, est une espèce d'araignées aranéomorphes de la famille des Linyphiidae.

## Distribution
Cette espèce est endémique du Népal.

## Description
Le mâle holotype mesure 1,73 mm et la femelle paratype 2,18 mm

## Publications originales
- Tanasevitch, 1987 : The spider genus Lepthyphantes Menge 1866 in Nepal (Arachnida: Araneae: Linyphiidae). Courier Forschungsinstitut Senckenberg, vol. 93, p. 43-64.
- Tanasevitch & Saaristo, 2006 : Reassessment of the Nepalese species of the genus Lepthyphantes Menge s. l. with descriptions of new Micronetinae genera and species (Araneae, Linyphiidae, Micronetinae). Senckenbergiana biologica, vol. 86, no 1, p. 11-38.